# Wynnewood (Oklahoma)
Wynnewood è una città della Contea di Garvin, in Oklahoma. La popolazione al censimento del 2010 era di 2.367 persone residenti.